# Божі двигуни
«Божі двигуни» (англ. «The God Engines») — американська науково-фантастична та фентезійна повість Джона Скалці, що вперше опублікований 2009 року.

## Синопсис
Події відбуваються у всесвіті, де космічні подорожі здійснюються шляхом приковування розумних, людиноподібних істот, яких називають богами, до космічного корабля і катування їх, щоб вони керували кораблем. Людьми править організація під назвою «Єпископат Войовничий», які поклоняються могутній істоті. Капітан Еан Тефе повністю відданий «Єпископату», але його віра піддається випробуванню, коли йому доручають секретну місію, в якій, схоже, дуже зацікавлений бог його корабля.

## Переклади
Літературний твір було перекладено французькою мовою Мікаелем Кабоном у 2011 році під назвою «Deus in machina».

## Нагороди
Повість «Божі двигуни» став фіналістом премії «Неб'юла» 2009 року за найкращу повість та премії Г'юґо 2010 року за найкращу повість.

## Огляди
Часопис Publishers Weekly назвав її «несамовито винахідливою, болісно яскравою, безпристрасно похмурою і жахливо пам'ятною» й порівняв її зі спільною роботою Джеймса Балларда і Говарда Лавкрафта.